# Harry Hoppe
Harry Hoppe (Braunschweig, 11 febbraio 1894 – Wetzlar, 23 agosto 1969) è stato un generale tedesco della Wehrmacht durante la seconda guerra mondiale.
Alla fine della seconda guerra mondiale venne catturato dalle truppe britanniche nel maggio del 1945 in Germania e rimase prigioniero di guerra sino al 1948 quando venne rilasciato.
Abbandonata la vita militare, morì a Wetzlar nel 1969.